# ألكسندرا أنتونوفا
ألكسندرا أنتونوفا (بالروسية: Антонова, Александра Ивановна)‏ هي لاعبة كرة الماء روسية، ولدت في 1991 في نمنكان في أوزبكستان.

## وصلات خارجية
- ألكسندرا أنتونوفا على موقع الاتحاد الدولي للسباحة (الإنجليزية)
- ألكسندرا أنتونوفا على موقع اللجنة الأولمبية الدولية (الإنجليزية)
- ألكسندرا أنتونوفا على موقع أوليمبيديا (الإنجليزية)